# Pintada-de-peito-branco
Pintada-de-peito-branco (Agelastes meleagrides) é uma ave da família Numididae. Encontrada somente em uma pequena área englobando Costa do Marfim, Gana, Guiné, Libéria e Serra Leoa. Está marcada como vulnerável na lista vermelha da IUCN.